# 指名委員会等設置会社
指名委員会等設置会社（しめいいいんかいとうせっちがいしゃ）とは、日本における株式会社の内部組織形態に基づく分類の1つであり、指名委員会、監査委員会及び報酬委員会を置く株式会社をいう（会社法2条12号）。会社法について以下では、条数のみ記載する。

## 概要
指名委員会等設置会社は、従来の株式会社とは異なる企業の統治制度（コーポレートガバナンス）を有する。株式会社では所有と経営が分離されているが指名委員会等設置会社では経営からさらに執行を分離している。具体的には、取締役会の中に社外取締役が過半数を占める委員会を設置し、取締役会が経営を監督する一方、業務執行については執行役にゆだね、経営の合理化と適正化を目指す。
企業の経営を監督し、意思決定を行う「取締役会」と、実際の業務の執行を行う「執行役」の二つの役割を明確に分離したのは、アメリカで採用されている組織構造のうち最大公約数的な部分を参考にしたものである。東証一部上場企業で導入しているのは、69社（東証二部、JASDAQ、マザーズ、セントレックスを含めると82社、いずれも2021年8月時点）である。
なお、いわゆる執行役員制度は会社法に規定された制度ではなく、実際の構造も指名委員会等設置会社とは異なるので、混同しないように注意しなければならない。

## 沿革
指名委員会等設置会社に相当する制度は、2003年4月施行の株式会社の監査等に関する商法の特例に関する法律（商法特例法）改正により、委員会等設置会社として導入された。当時は、商法特例法上の大会社ないしみなし大会社のみが導入することができ、初年度に導入を決定した企業は36社であった。
その後2006年5月施行の会社法において、委員会設置会社に名称を変更して引き継がれた。会社法では、定款に委員会を置く旨の定めを設けることで、その規模を問わず委員会設置会社となることができるよう制度が改められた。その他、業務の適正を確保するための体制（416条1項ホ）を取締役会が決定することが義務付けられたなど、細かな改正点がある。
2015年5月1日に「会社法の一部を改正する法律」（平成26年法律第90号）が施行されたことに伴い、新たに「監査等委員会設置会社」が設けられ、旧来の「委員会設置会社」は「指名委員会等設置会社」に名が改められた。

## 機関
指名委員会等設置会社には取締役会、執行役、指名委員会、監査委員会、および報酬委員会がおかれる。その一方で監査役（監査役会）を設置する事はできない(327条4項)。また常に会計監査人の設置が必要である(327条5項)。
公開大会社では、監査役会をおかない場合は、監査等委員会設置会社ないしは指名委員会等設置会社の形態をとることになる（328条1項）。
指名委員会等設置会社には、取締役会の内部機関として指名委員会、監査委員会、および報酬委員会の3つの委員会を必ず設置しなければならない。別個の委員会（例えば訴訟委員会や顧客対応委員会など）を追加してもよい。ひとつの委員会は3名以上の取締役で構成される（400条1項）。どの委員会にも属さない取締役をおいても差し支えない。
各委員会の決定は拘束力を持ち、委員会を構成する取締役の過半数は社外取締役でなければならない点が業務適正化の要となっている。監査委員会を除き、執行役が委員を兼任できる。

### 取締役会
取締役会の権限は、業務意思決定と、個々の取締役及び執行役による職務執行の監督である（416条）。この点については従来までの取締役会とさほど変わりはない。指名委員会等設置会社における特徴として、取締役は原則として業務の執行をすることはできない（執行役にゆだねられる。415条）。ただし取締役は執行役を兼任することができ（402条6項）、アメリカのように取締役会構成員の過半数を社外取締役とする必要はない。
取締役の任期は、委員会を設置しない会社とは異なり、選任後1年以内に終了する事業年度のうち最終のものに関する定時株主総会の終結の時までとなる（332条1項､6項）。つまり任期は1年と考えてよい。

### 指名委員会
株主総会に提出する取締役(会計参与が設置されている場合は会計参与も)の選任および解任に関する議案内容を決定する（404条1項）。

### 監査委員会
- 取締役および執行役の職務が適正かどうかを監査し、株主総会に提出する会計監査人の選任および解任・不再任に関する内容を決定する（404条2項）。
- 監査委員による執行役等の行為の差止め（407条）

※監査委員は、指名委員会等設置会社若しくはその子会社の執行役若しくは業務執行取締役又は指名委員会等設置会社の子会社の会計参与、支配人、使用人を兼ねることができない（400条4項）。

### 報酬委員会
- 取締役および執行役の個人別の報酬内容、または報酬内容の決定に関する方針を決める。
- 執行役が指名委員会等設置会社の支配人その他の使用人を兼ねているときは、当該支配人その他の使用人の報酬等の内容についても決定する（404条3項）。

### 執行役
指名委員会等設置会社には、執行役をおかなければならない（402条1項）。
執行役は、指名委員会等設置会社ではない株式会社における業務執行取締役（363条1項2号）に、代表執行役は代表取締役に、それぞれ相当する。執行役と取締役は兼任することができ(402条6項)、実際にも兼任している場合が多い。
選任・解任
取締役会決議による（402条2項、403条1項）。
任期
1年以内に終了する事業年度のうち、最終のものに関する定時株主総会の終結後最初に招集される取締役会の終結の時までである（402条7項）。つまり任期は一年と考えてよい。
権限
執行役は、実際の業務を執行するだけでなく、取締役会から委任を受けた事項について自ら業務の執行の決定を行う（418条）。取締役会が執行役に委任できる事項は、従来型の制度と比べて極めて広範に及ぶ（416条4項）。これによって、指名委員会等設置会社では、執行役による迅速な業務執行が可能になる。
代表執行役
執行役が数人いる場合、各執行役の業務分担および指揮命令系統が取締役会によって定められる（416条1項ハ）。また、取締役会によって執行役の中から代表権を行使する代表執行役を選任しなければならない。執行役が一人の場合には、その執行役が代表執行役となる（420条1項）。

### 株主総会権限の変化
指名委員会等設置会社の株主総会は依然として会社の最高意思決定機関であると考えられているが、その権限は会社法に規定されている事項および定款で定めた事項に原則として限定されることとなった。
利益処分案についての承認がその権限から外された。すなわち、貸借対照表・損益計算書・株主資本等変動計算書・個別注記表の計算書類は一定の場合、定時株主総会で承認があったとみなされる（439条）。その代わり、取締役の任期を1年に短縮することで株主総会の取締役会に対する監督機能を維持した。これは、所有と経営の分離の表れとして、株主総会の権限を取締役に対する人事権に集約したのだともいわれる。

## 導入の状況
指名委員会等設置会社は、執行役の権限強化による経営の迅速な実行を可能にするため、あるいはアメリカ企業を親会社にもつ企業が親会社と組織構造を連携させたり、外国人投資家へのアピールを狙って導入され始めたが、2002年から2005年までの東証一部上場企業の時価総額合計の伸び率は30%近いのに対して指名委員会等設置会社のそれはマイナスとなっており、投資家の評価が高いとは言えない状況である。
一方、監査役をおく既存の体制をとる会社は、指名委員会等設置会社に移行しなくても経営の効率性が図れる、あるいは移行すると監査機能が形骸化するなどを移行しない理由とするが、それらの会社でも社外取締役や執行役員制度の導入がますます進んでいる。

## 問題点
委員会設置会社（後の指名委員会等設置会社）制度には次のような問題点が指摘されていた。
- 士気の低下

従来的な人事制度では、大手企業の場合、平社員を振り出しに最終的には取締役、社長などへ昇格することがひとつの目標としている場合が多い。社外の者が取締役になることで、社内のモラール（士気）の低下などが危惧される。
- 人材の確保

委員会設置会社においては最低2名の社外取締役が必要となるが、アメリカと比べて経営者の労働市場が流動的でない日本において経営を監督できる資質をもった社外取締役を確保できるのか危惧される。
- 監査体制の不徹底

業務執行と意思決定が執行役に集中するうえ、執行役と取締役の兼任が認められているため（ドイツでは認められていない）、業務執行を監視する委員の選定を行う取締役会は、執行役が多数を占めることが可能であり通例である（兼任を認めるアメリカでも取締役の過半数が社外取締役であることが要求される）。また、執行役は指名委員及び報酬委員との兼任もできる（監査委員を除く）。このように、日本の委員会設置会社の制度は業務の執行と監督が分離しているか疑わしく、たんに執行役の権限が強大となるばかりで、取締役と独立した監査役を置く従来型と比べて適正な監督が望めないのではないかとの批判がある。
- 社外取締役の実効性

権限が集中する執行役に対する監督を行う委員会のメンバーの過半数を社外取締役とすることが監督体制の要となっているが、社外取締役は常勤しないし、親会社・取引先の関係者など執行役からの独立性が疑われる者もその資格を満たすため（アメリカでは経営不祥事以降この点が改善されている）、社外取締役による監視機能の実効性には疑問があるとの指摘がある。
- 自己監査の問題

監査委員である取締役が取締役会で議決権を行使することは、自己監査につながり、従前の監査役会設置会社よりも監査機能が低下するという指摘もある。なお、監査等委員会設置会社も同様の問題を抱えている。